# Europolis Park Bucharest
Europolis Park Bucharest (fost Cefin Logistics Park) este un parc logistic din București, realizat printr-un volum total de investiții de 150 milioane de euro, și care deține o suprafață de depozitare de 300.000 metri pătrați.
În anul 2005, a fost achiziționat de fondul de investiții austriac Europolis.
Cefin Logistics Park face parte din rețeaua Europolis de centre de distribuție și este unul dintre cele mai importante proiecte de pe piața logistică din București, fiind amplasat la Km 13 pe șoseaua București-Pitești.
Rețeaua Europolis totalizează 1.550.000 mp de depozite moderne aflate în proiecte deja existente sau planificate în Polonia, Ungaria, Cehia, România, Rusia și Ucraina.